# Tricholosporum subporphyrophyllum
Tricholosporum subporphyrophyllum là một loài nấm trong họ Tricholomataceae. Found in Mexico, the species was described as new to science năm 1975 by Mexican nhà nấm học Gaston Guzman.